# Oden (Japanische Küche)
Oden (japanisch おでん, auch お田, kanji 御田; anhörenⓘ – aus Kansai-Dialekt) ist ein typisch japanisches Gericht der Winterzeit, das meist als Eintopf in einem irdenen Kochtopf (Donabe, 土鍋) zubereitet wird. Es besteht aus verschiedenen Zutaten wie beispielsweise gekochtem Ei, Daikon (Winterrettich), Konnyaku und Chikuwa, die zusammen in einer Dashi-Brühe mit Kombu oder Katsuobushi gekocht werden.
Karashi kann als Würze hinzugegeben werden. Abweichend von den meisten Eintopfgerichten können Zutaten zu jeder Zeit hinzugefügt und lange in der Dashi oder einer Grundbrühe belassen werden, die über eine längere Zeit kochen und stetig durch Zufuhr mit frischen Fonds aufgefüllt werden. Damit ist Oden ein beliebtes Gericht für die kalte Jahreszeit. In bestimmten Lokalitäten wird es aber auch zu allen Jahreszeiten angeboten. Erhältlich ist dieses Gericht beispielsweise in japanischen Odenläden (odenya, おでん屋), japanischen Kneipen (Izakayas), japanischen Convenience Stores (konbini, コンビニ) und in stationären oder mobilen Verkaufsständen bzw. -wägen. Oden wird ab 50 Yen pro gegarte Zutat mit Dashi angeboten. Manchmal kann es mit einem Spieß in der Hand als Imbiss mitgenommen und direkt verspeist werden.

## Ursprung
Oden kommt ursprünglich von Misodengaku, kurz Dengaku (味噌田楽, kurz 田楽). Dabei wurde Konnyaku oder Tōfu gekocht und mit Miso verzehrt. Später wurden die Zutaten anstelle von Miso in Dashi gekocht und das Gericht gewann an Beliebtheit.

## Varianten
Oden gibt es in verschiedenen Variationen und lokalen Eigenarten. In Nagoya wird Miso als Dipsauce verwendet und das Gericht dort als Kantō ni (japanisch 関東煮, dt. „Kantō-Gegartes“) bezeichnet, da Oden aus der Region Kantō stammt. In der Kansai-Region kennt man Oden auch unter dem Ausdruck Kantō daki (japanisch 関東炊き, auch 関東煮き, „Kantō-Gekochtes“), das meist würziger zubereitet wird, verglichen mit der Zubereitungsart in der Kantō-Region.

Verschiedene Varianten & Zutaten von Oden
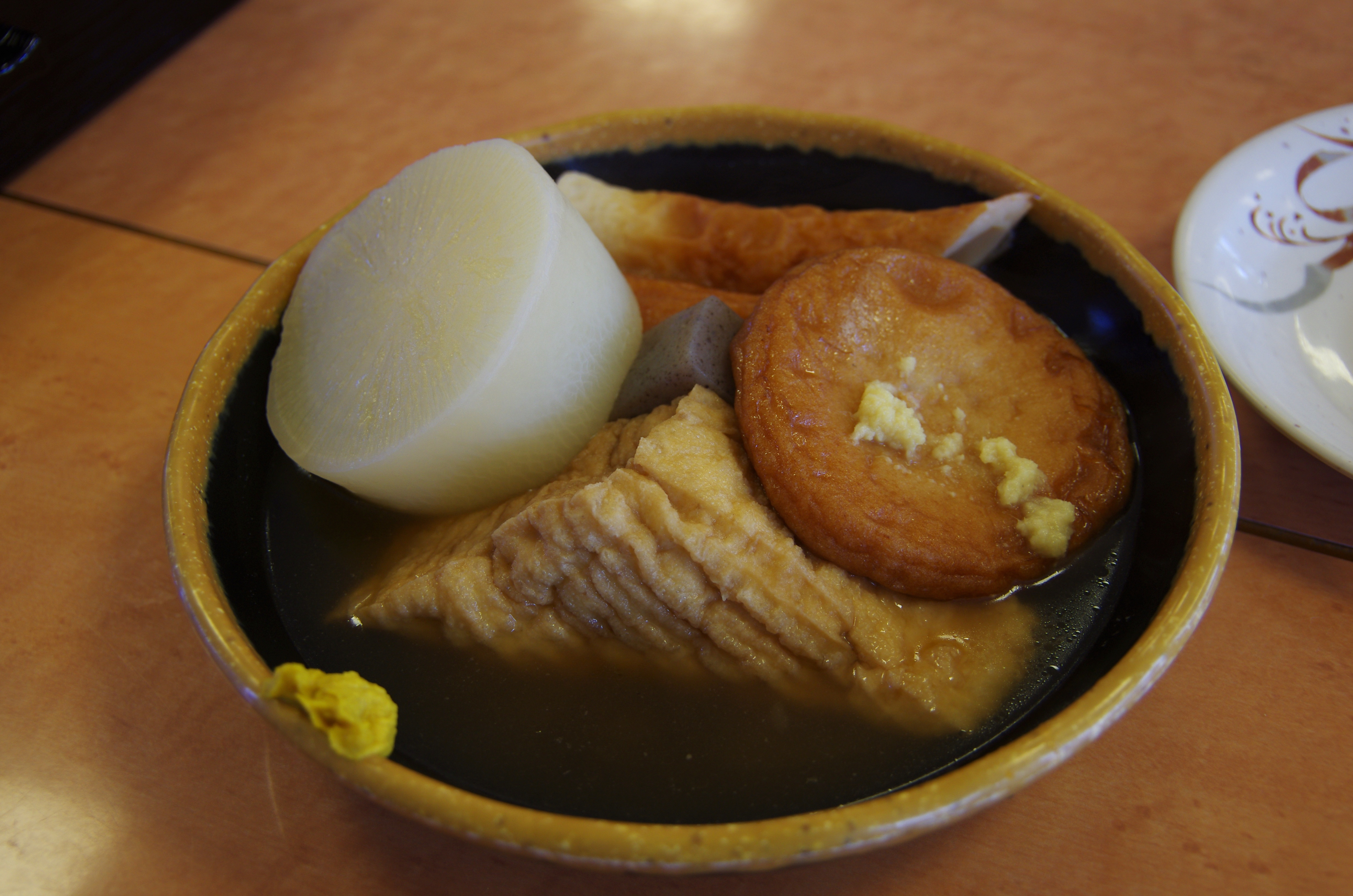
Oden-Teller, 2017
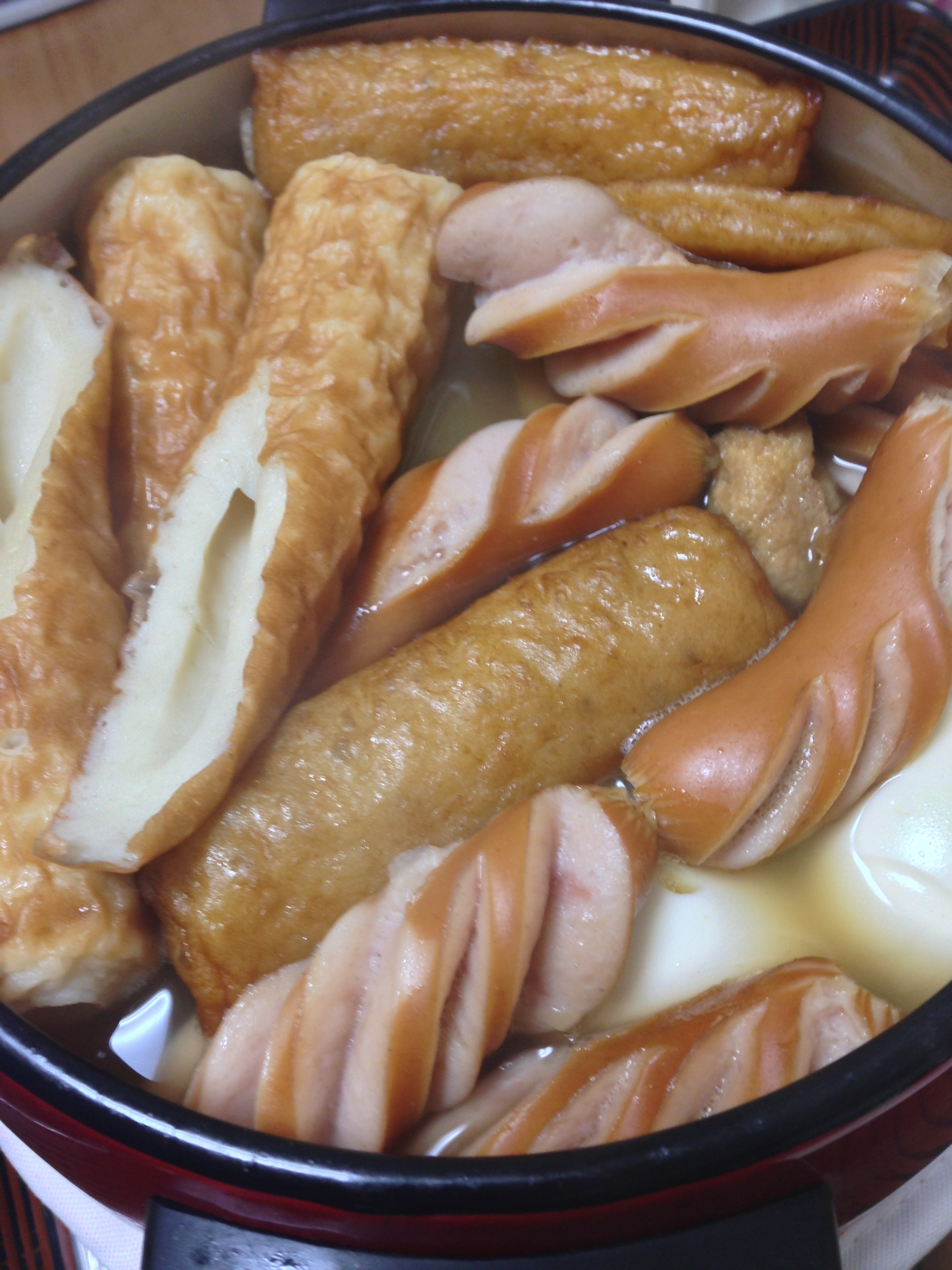
Mit Würstchen[10], 2013
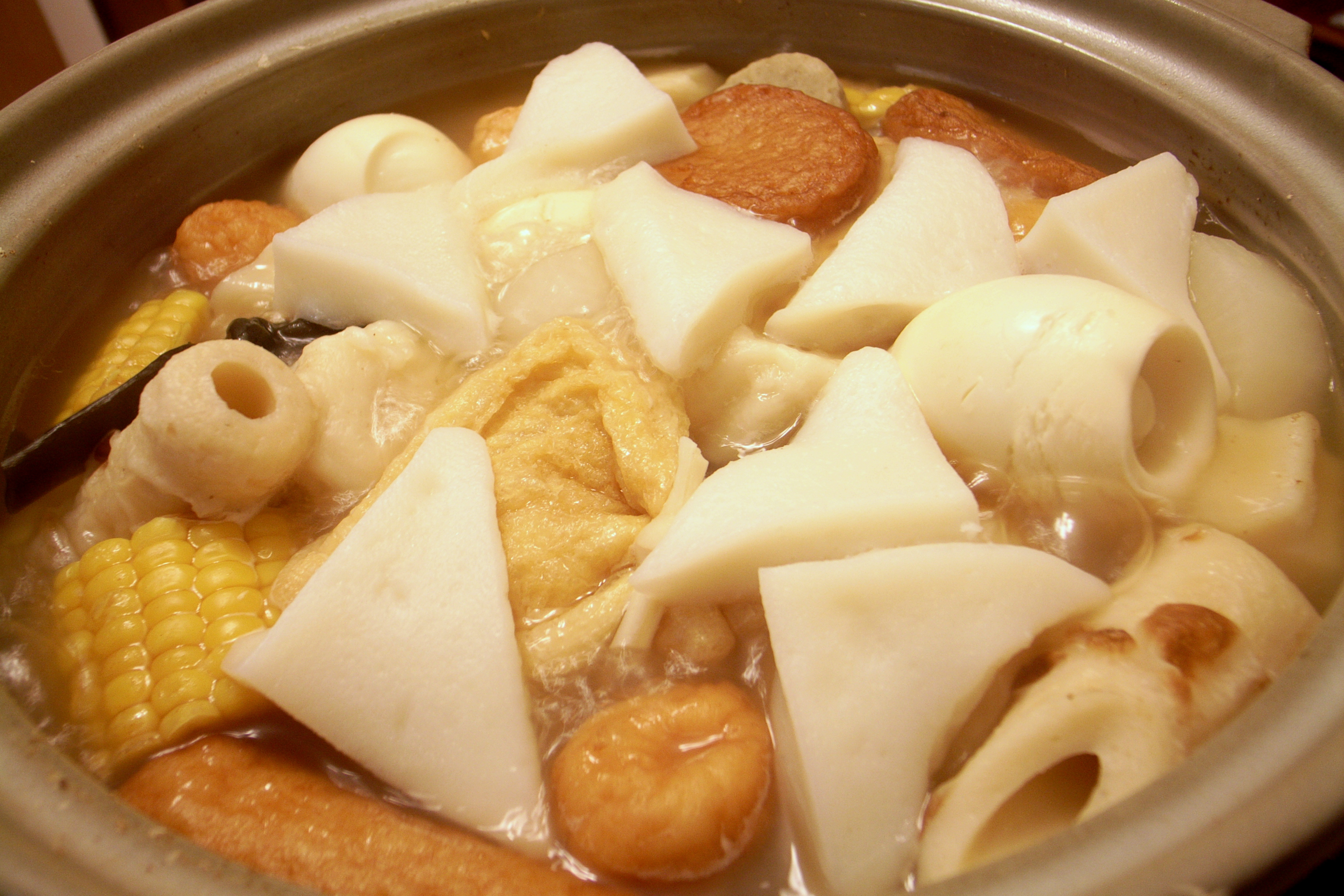
Oden-Eintopf, 2008
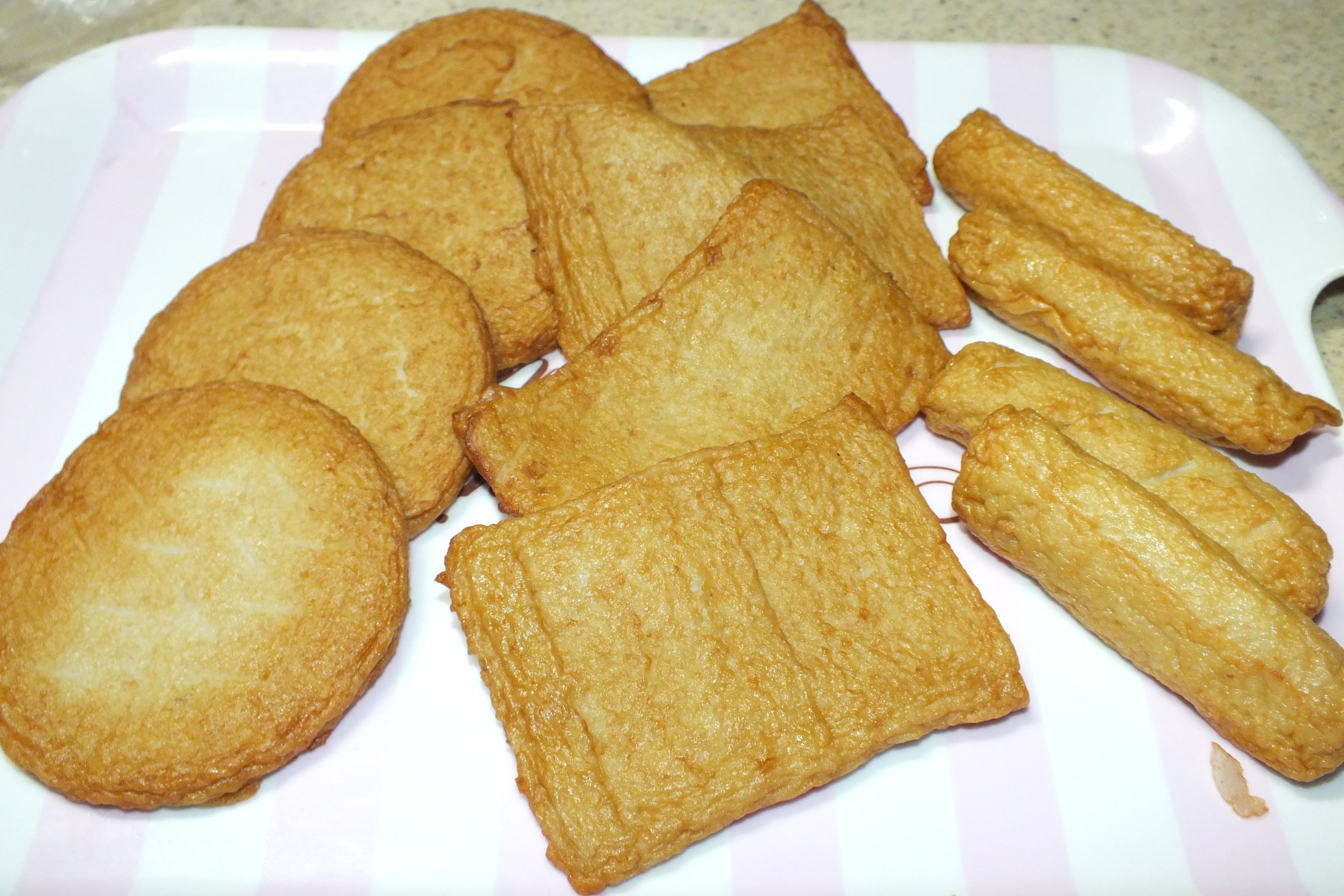
Satsumaage – さつま揚げ ‚Frittierter Fischkuchen‘, 2016
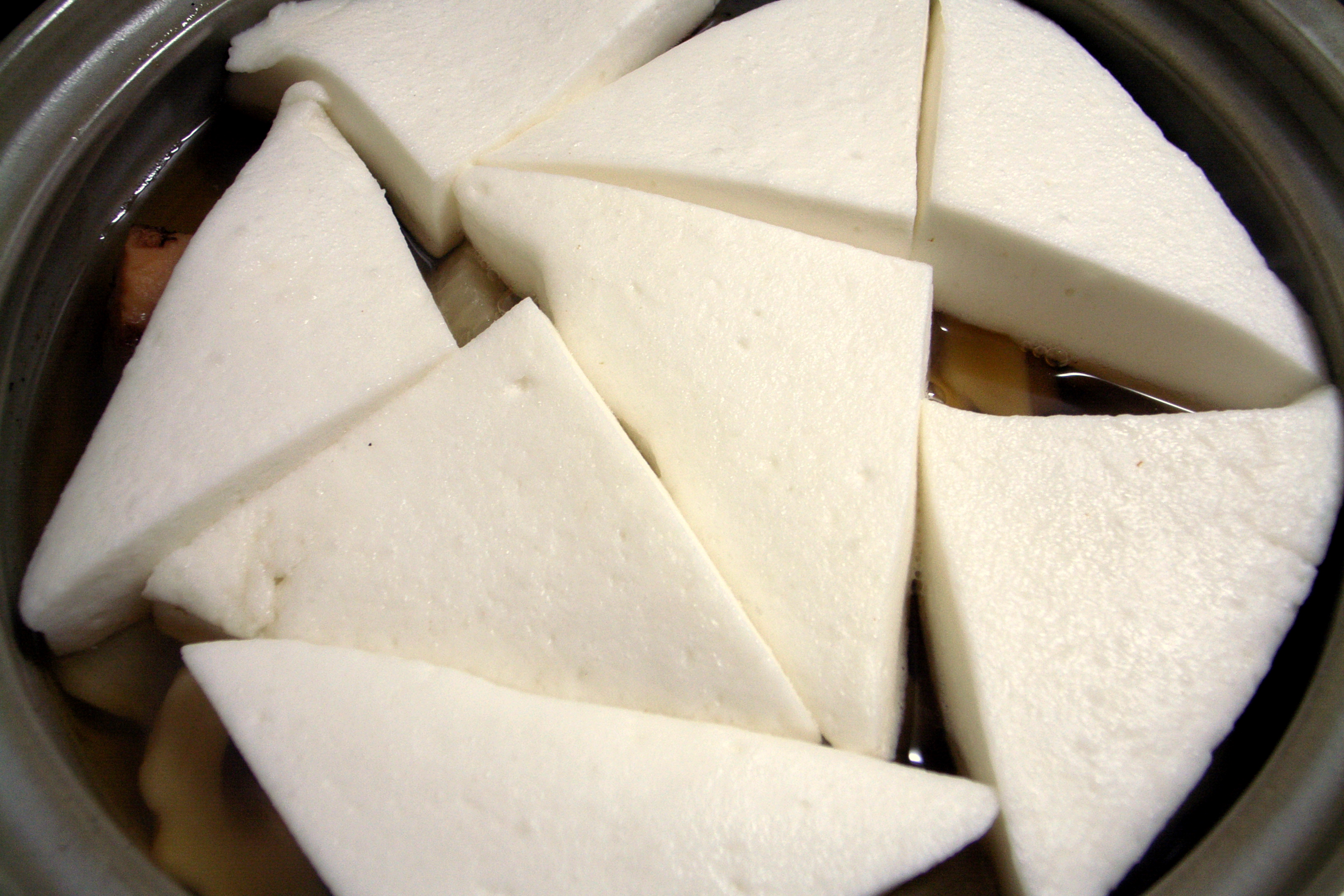
Hanpen – 半片 – ein Surimiprodukt, 2007
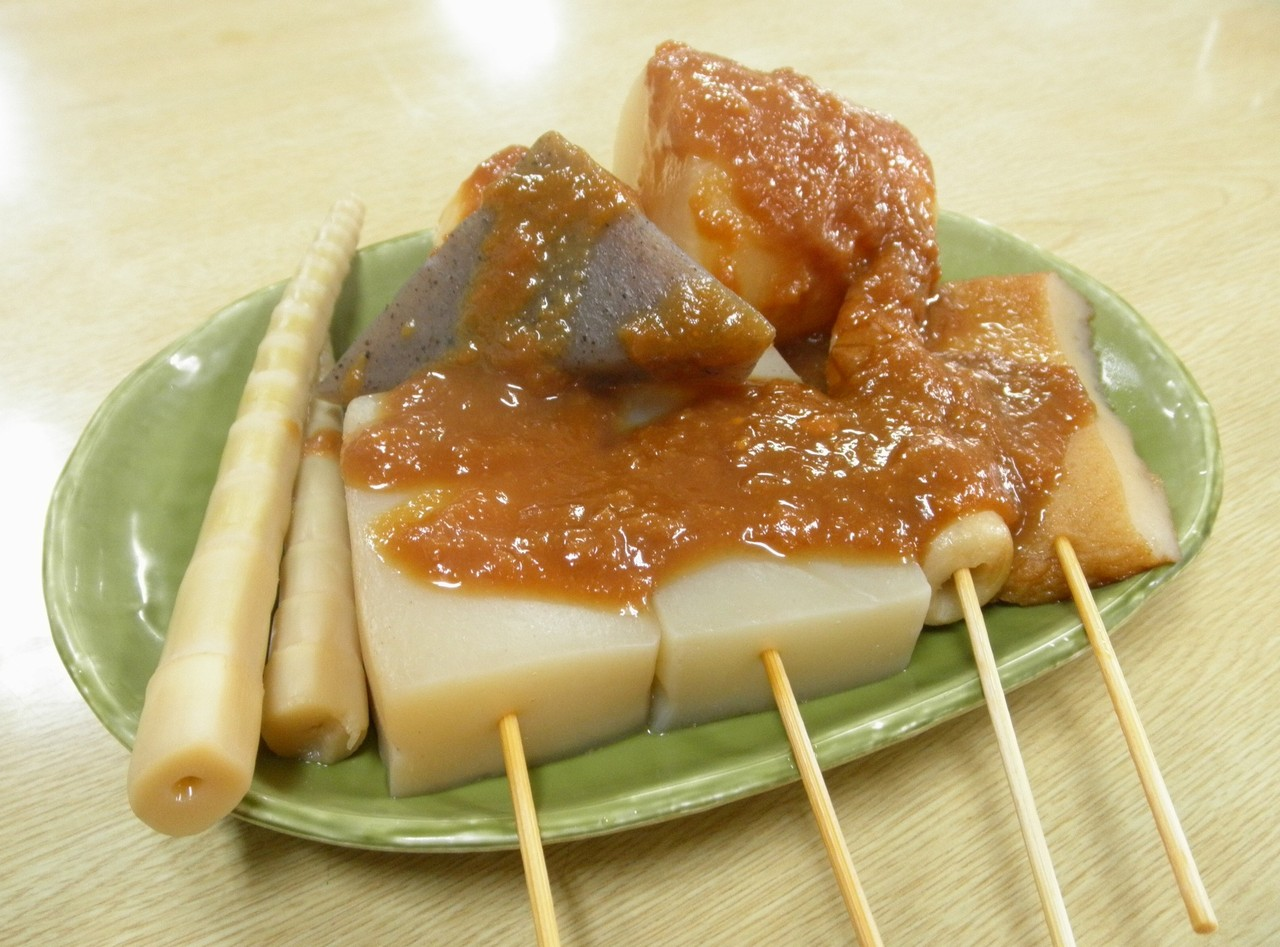
Miso-Oden – 味噌おでん – In Spieß, 2006
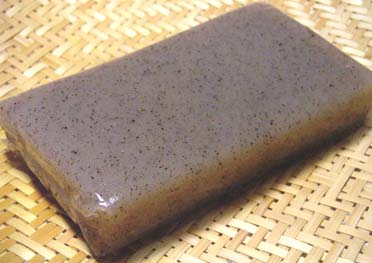
Konnyaku a – 蒟蒻 – als Blockform verarbeitet, 2004
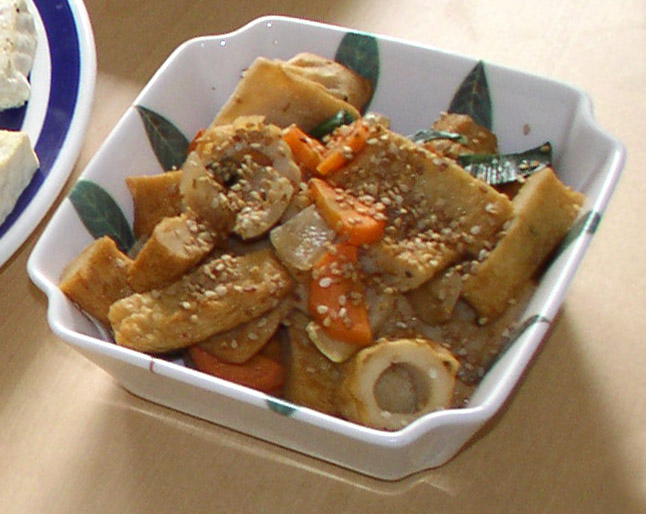
Würziger koreanischer Oden-Teller, 2006

Fußnote

## Beliebte Zutaten (Auswahl)
- Atsuage
- Gekochtes Ei
- Chikuwa
- Chikuwabu
- Daikon
- Ganmodoki
- Gobōmaki
- Gyusuji
- Hanpen
- Ikamaki
- Ito konnyaku
- Kabocha
- Kamaboko
- Konnyaku
- Kartoffeln
- Satsumaage
- Shinjoage
- Shirataki
- Tōfu
- Tsukune
- Wiener

## Außerhalb Japans
Außerhalb Japans erfreut sich Oden auch großer Beliebtheit. Es wird in japanischen Restaurants, aber auch manchmal in japanischen Convenience Store-Ketten angeboten, wie beispielsweise 7-Eleven oder Lawson. Oden außerhalb Japans ist speziell auf den lokalen Geschmack zugeschnitten und unterscheidet sich von Zutaten und Geschmack her leicht von Odengerichten in Japan.

### China
In den Filialen von 7-Eleven in China wird es als Haodun (chinesisch 好炖 – „Guter Eintopf“) vermarktet. Bei Lawsons in China kennt man es unter der Bezeichnung Dundian (炖点 – „Eintopfimbiss, Eintopfsnack“). Allgemein kennt man Oden auf dem chinesischen Festland und auf der Insel Taiwan auch als Guandongzhu (關東煮, selten Guandongchui 關東炊 – „Kantō-Gekochtes, Kantō-Gegartes“).

### Südkorea
In Südkorea kennt man Oden unter dem japanischen Lehnbegriff odeng (koreanisch 오뎅 ‚Oden‘) und es wird als Gericht meist unter dem Namen odeng-tang (오뎅탕 ‚Odensuppe, Odenbrühe‘) angeboten. Odeng-tang wird in Korea meist mit einer scharfwürzigen Brühe zubereitet und es gibt sie sowohl in koreanischen Gaststätten als auch an Imbissständen.

### Taiwan
Schon bereits zur japanischen Kolonialzeit (1895–1945) kannte man in Taiwan Oden unter der Lehnbezeichnung olen bzw. heilun (chinesisch 黑輪). Die lokale Odenvariante wird in Taiwan gewöhnlich Tianbula (甜不辣 – „süß aber nicht scharf“) oder Samo zhayubing (薩摩炸魚餅 – „frittierter Satsuma-Fischkuchen“) genannt, dessen Name in der japanischen Küche, regional auf der Insel Kyūshū, als Satsumaage / Satsuma-age (japanisch 薩摩揚げ, auch さつま揚げ ‚Satsuma Frittiertes‘) bekannt ist.

Verschiedene Angebote für das Odengericht
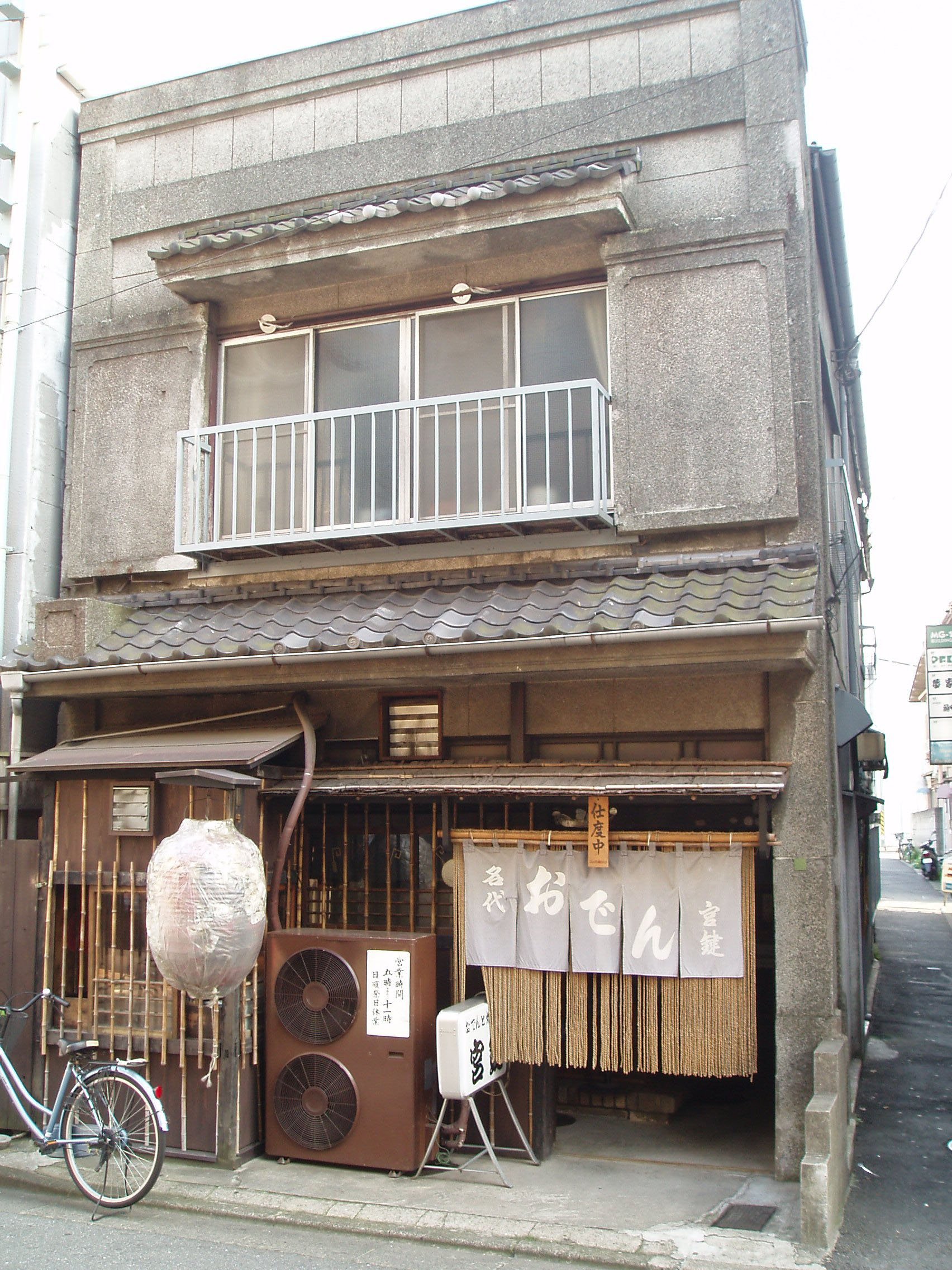
Odenya b, 2005
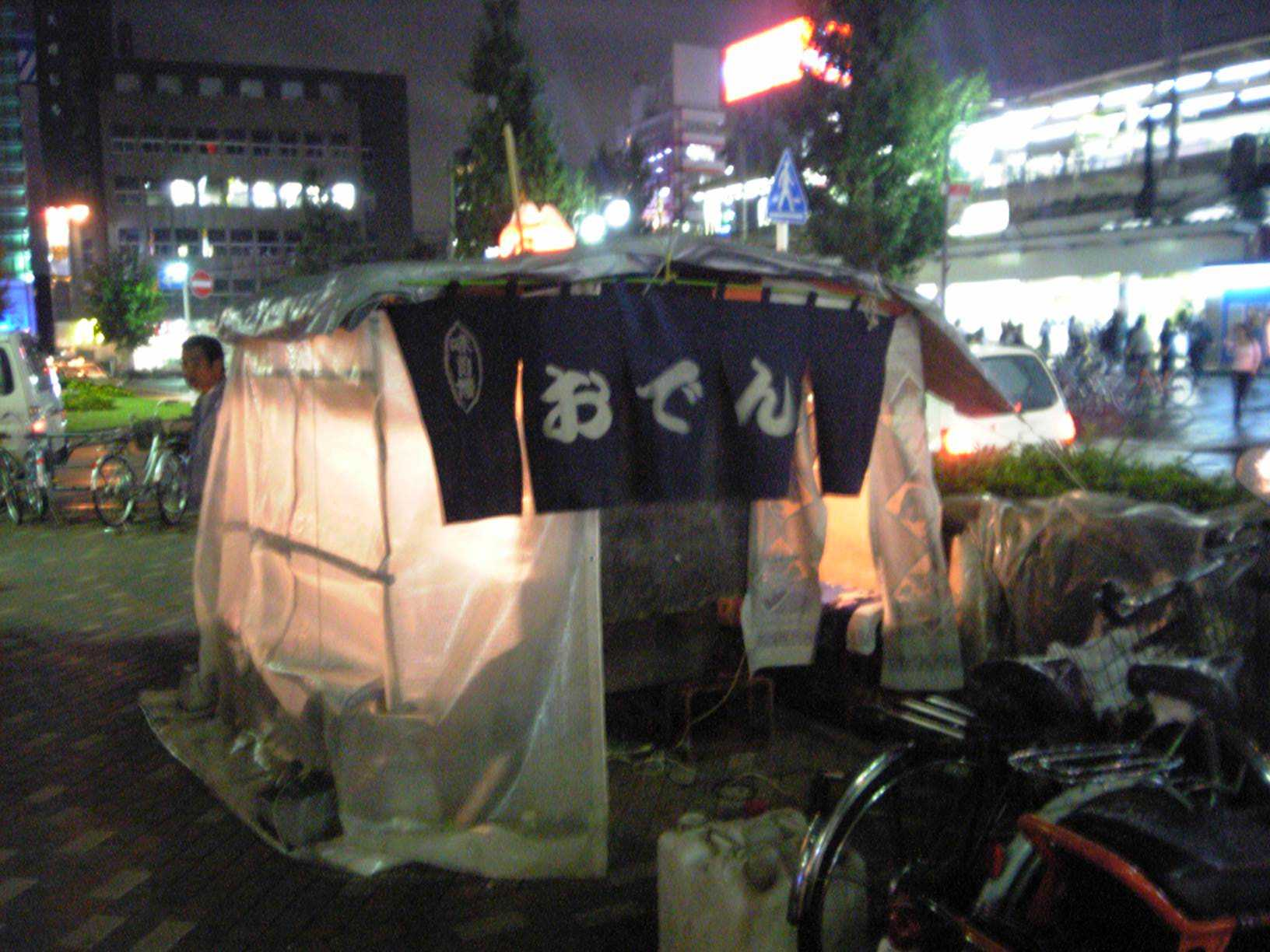
Oden-Stand, Ueno 2005
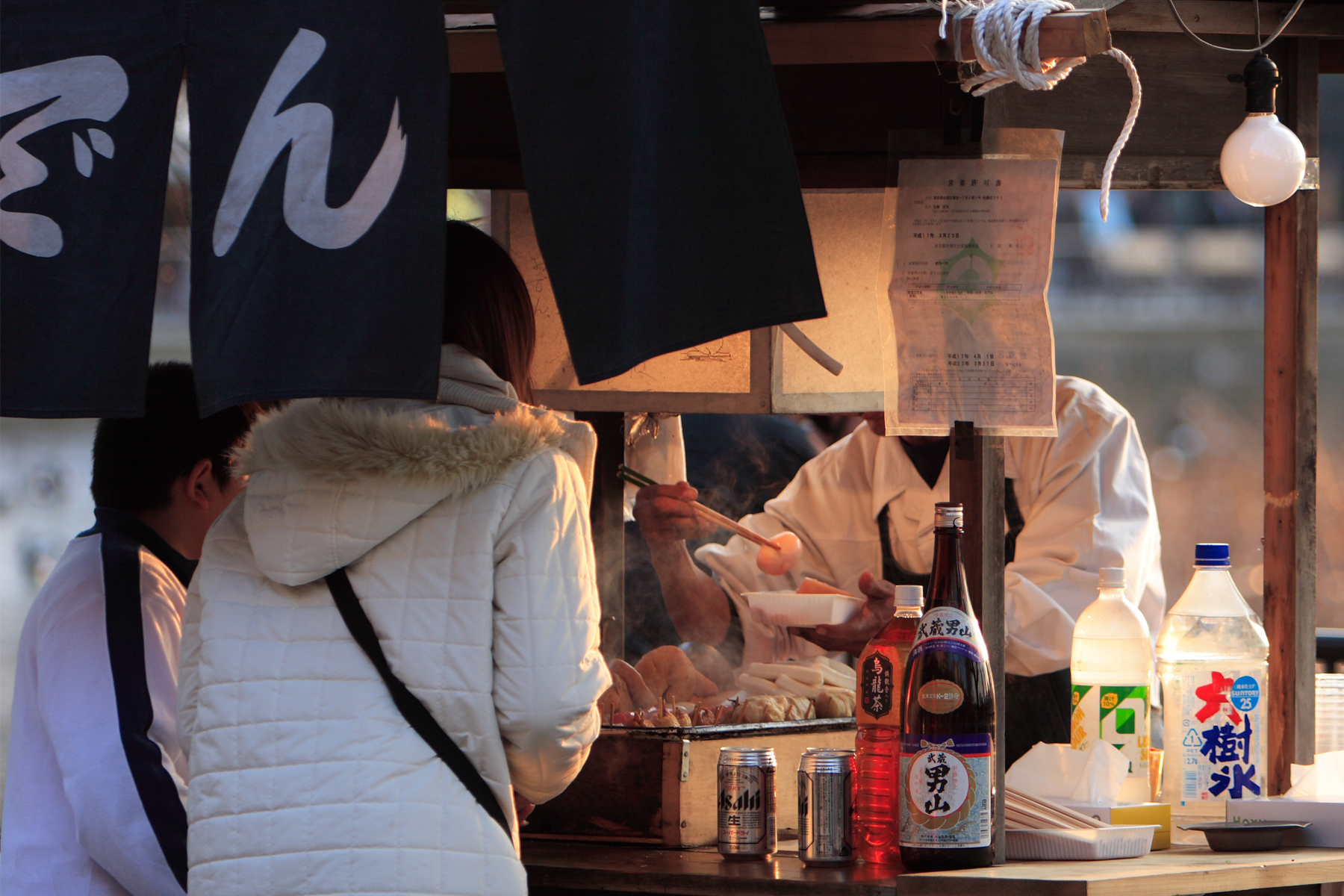
Oden-Stand, Ueno 2006
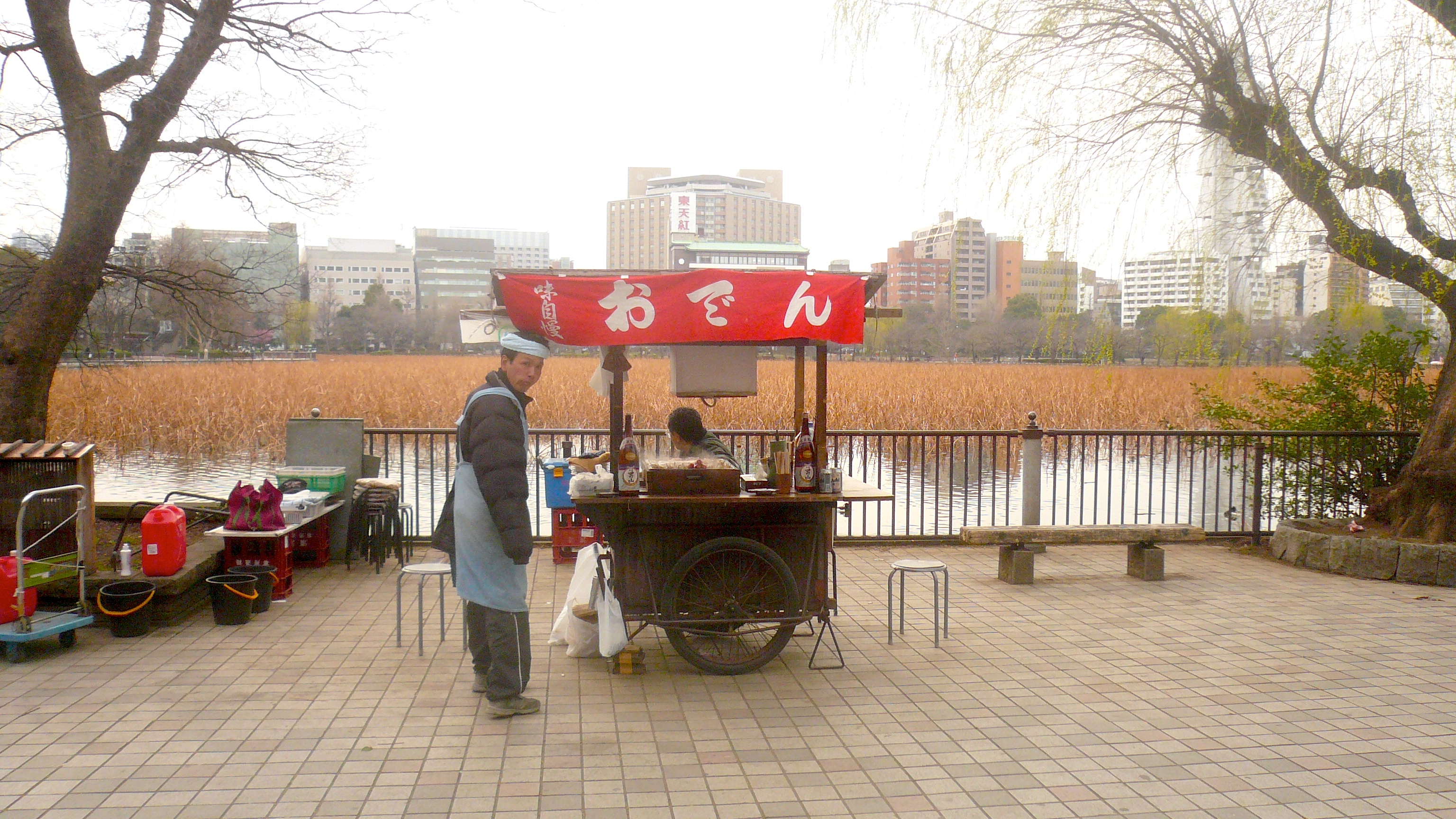
Mobiler Oden-Stand – Ueno-Park, Tokio 2007
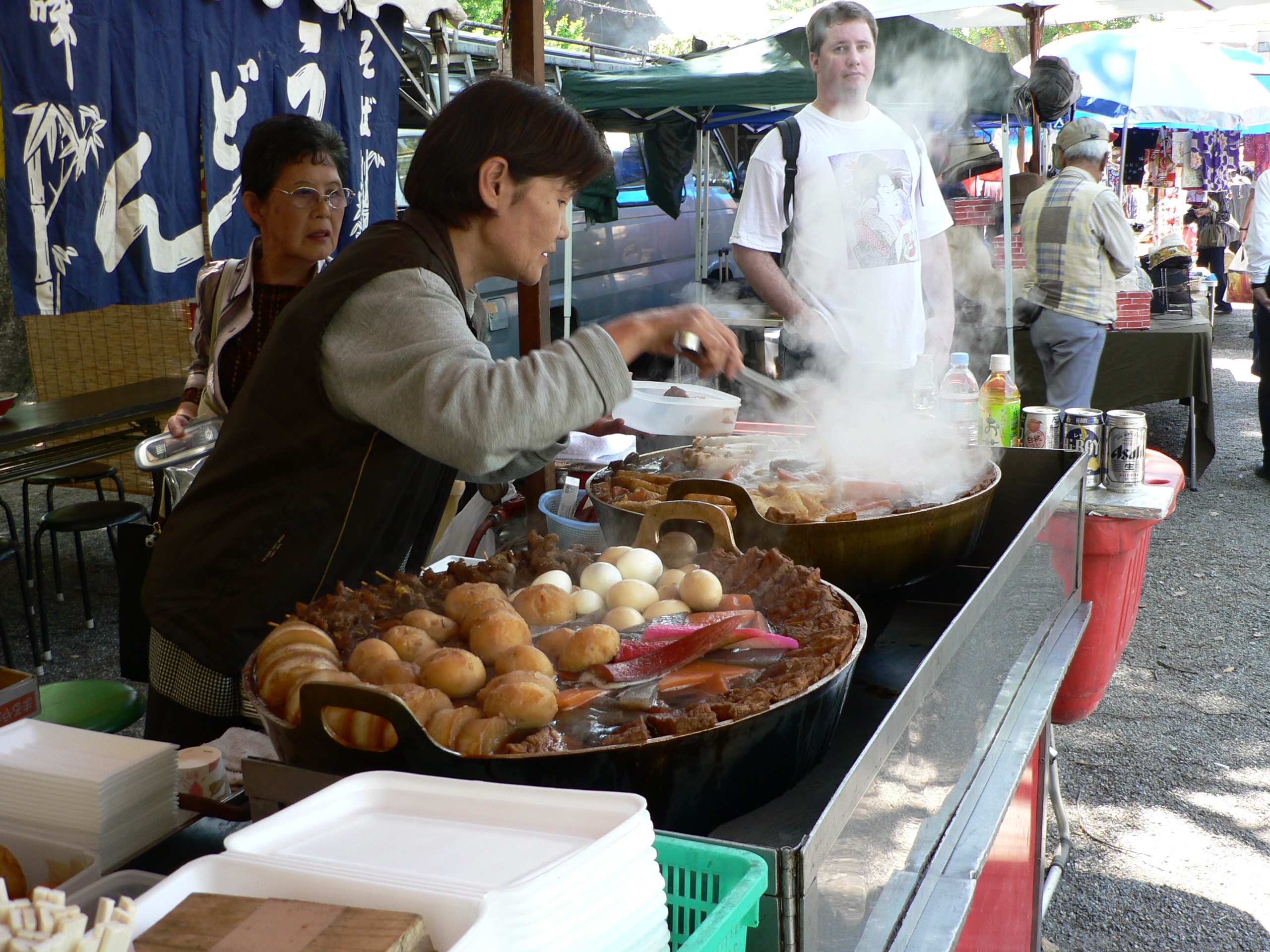
Oden-Stand, Kyōto-Süd 2007
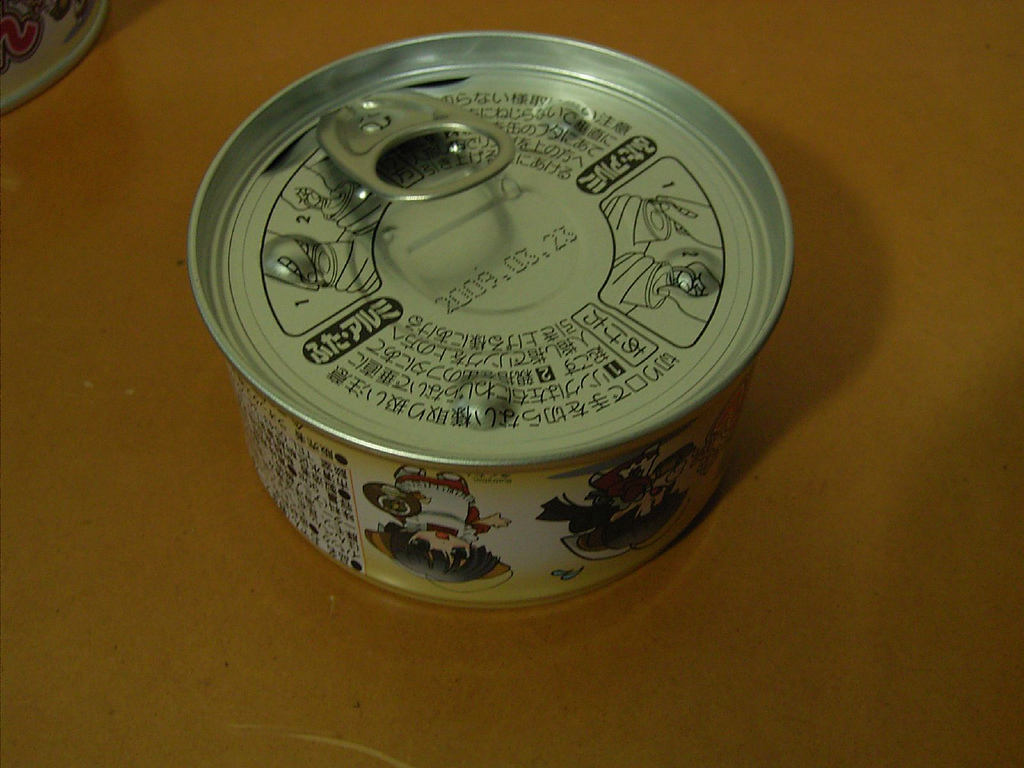
Dosen-Oden, 2006
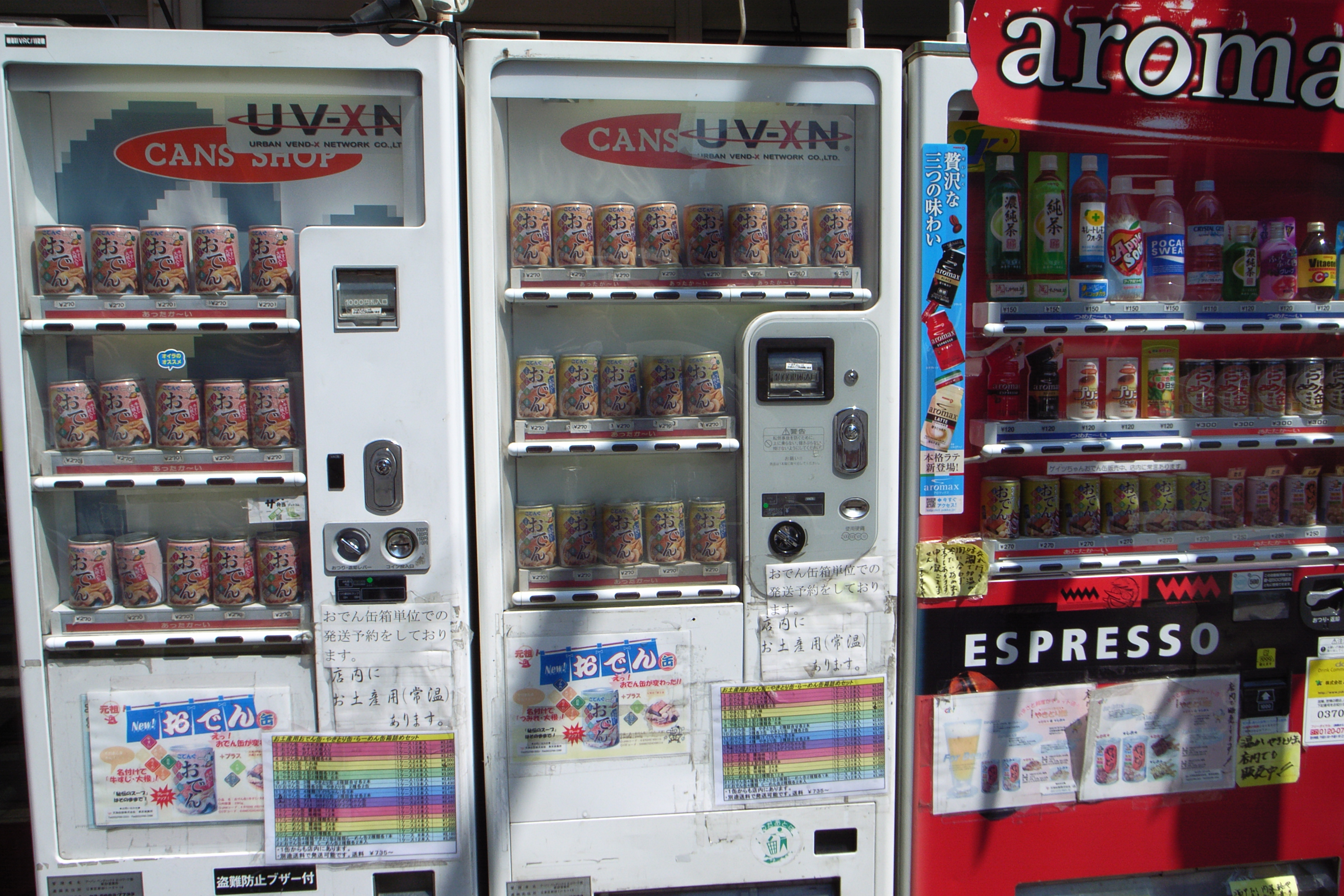
Oden-Automat, Akihabara 2007
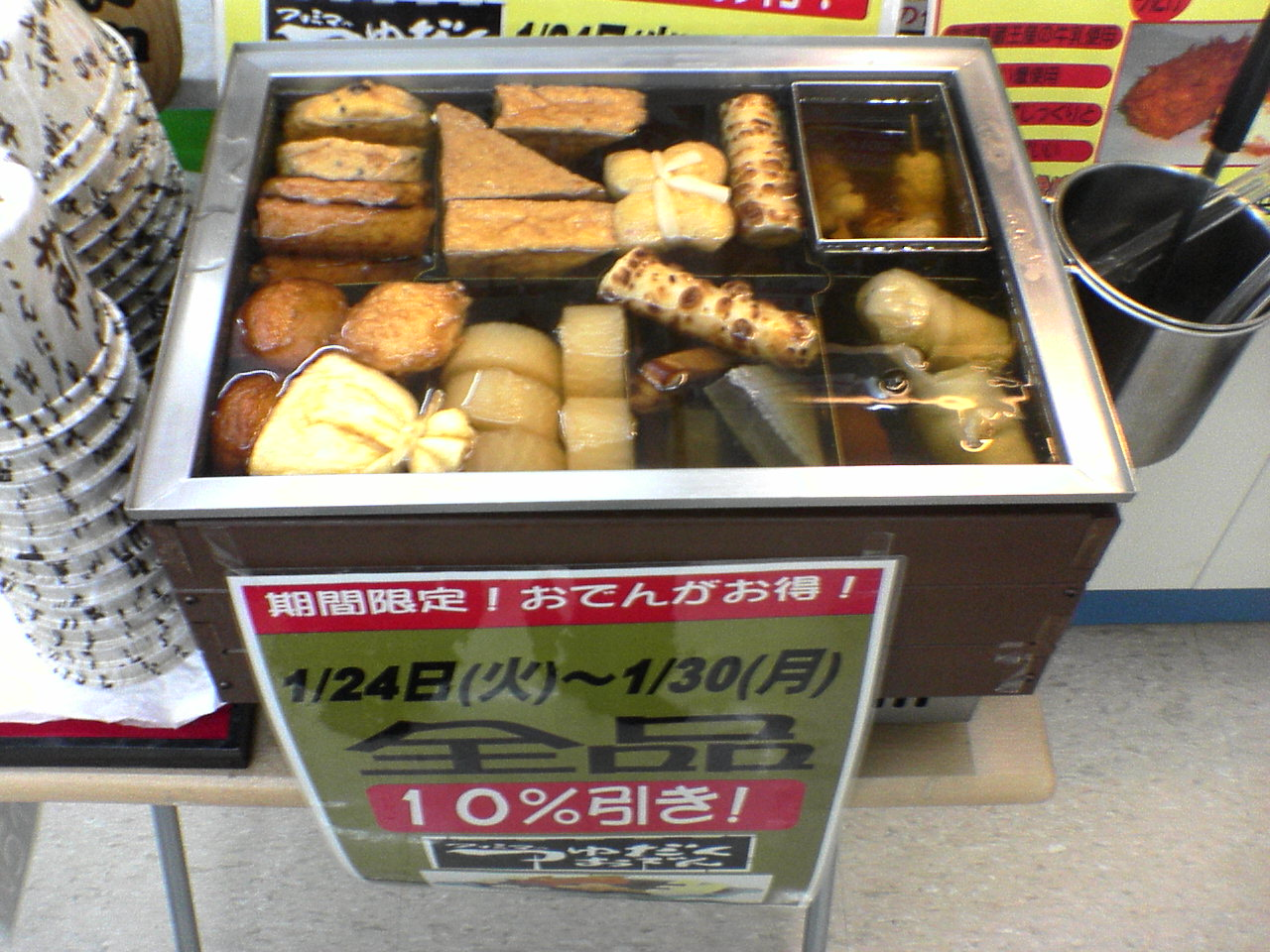
Oden als Imbiss im konbini, 2006

Fußnote